# Nimf (mythisch wezen)
Een nimf (Oudgrieks: νύμφη: bruid, gesluierd) is een Griekse halfgodin en daimon die in de natuur leeft, en vaak gebonden is aan een bepaalde plek of plantensoort.
De nimf behoort tot de chtonische goden en verschijnt zeer dikwijls, evenals de - hen belagende - Satyrs, Pans, Panisken en andere wezens van dezelfde soort, in het gevolg van Dionysos (wijngod). Ze is een bevallig meisje, dat in de godsdienstige voorstellingen van de Grieken een personificatie was van het leven en de rusteloze werkzaamheid, die er heerst in de natuur. De werkkring van nimfen strekt zich dan ook over de ganse natuur uit. Zij kan zich openbaren in zowel het ruisen van de bronnen en beken, als in het ontkiemende plantenleven, in het bos en op veld en weide. Ze is een tedere, liefelijke jonkvrouw, die, al is zij over het algemeen vriendelijk gezind jegens de mensen, toch geen behagen schept in de nabijheid van menselijke woningen en hun gedruis makende dagelijkse bezigheden, maar zich schuw terugtrekt in de eenzaamheid van het woud en van het gebergte, die tot stil gepeins en zoete dromerij uitlokt. Daar leeft zij een vrolijk, gezellig leven in grotten en bergkloven, die zij bewoont.
Nu eens wijdt zij zich aan de een of andere nuttige werkzaamheid, dan weer voert zij samen met andere nimfen bevallige reidansen uit en zingt vrolijke, lustige liederen, of duikt met haar tedere ledematen onder in het parelende schuim van de eenzame bronnen en beken. Zij sluit zich graag bij de hogere godheden aan, vooral bij degenen die invloed hebben op het leven van de natuur. Nimfen dienen hen dan met ijver. Daarom zien wij ze ook in de Bacchantische vrolijkheid delen van het gevolg van Dionysos, die immers ook onder de liefderijke zorg van de nimfen van Nysa was opgegroeid; dan weer begeleiden zij Aphrodite (godin van de liefde) of zij trekken op de jacht met Artemis (godin van de jacht) en worden ook geassocieerd met Pan en Hermes (god van de handel).

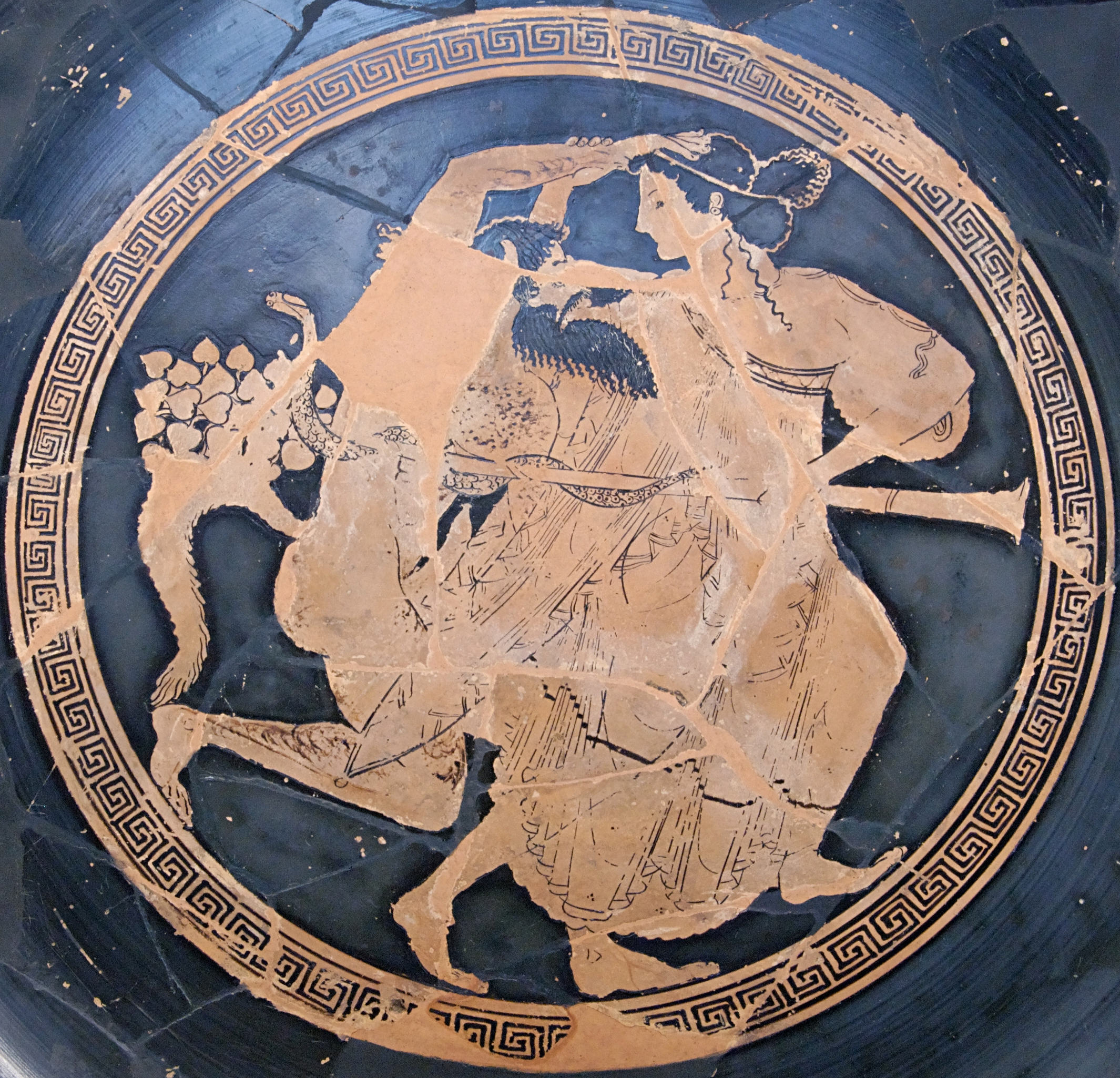
Satyr en maenade (tondo van een roodfigurige Attische kop, ca. 510–500 v.Chr.)

Van deze nimfen in de engere zin van het woord, die reeds door de oudste dichters dochters van Zeus worden genoemd, moet men echter sommige persoonlijkheden, zoals Kalypso, de dochter van Atlas of van Nereus en Circe, de dochter van Helios, en andere uitzonderen, die weliswaar ook nimfen heten, maar toch in de Griekse godenwereld een afzonderlijke plaats innemen.
Volgens de oudere voorstelling van de nimfen worden zij tot de onsterfelijke goden gerekend, daar zij onder andere aan de vergaderingen van de goden deelnemen en van de mensen goddelijke verering genieten. Zij zijn in hun doen en laten even vrij als de in rang en waardigheid boven hen staande goden. Later evenwel ontstond, voornamelijk met betrekking tot een deel van de nimfen, de Dryaden, de voorstelling, dat haar leven was verbonden met dat van de boom, waarin zij zetelden, en dat bijvoorbeeld een gewelddadige vernieling van die boom ook haar dood tot gevolg had.

## Soorten nimfen
De nimfen worden onderscheiden naar de verschillende delen van de natuur, waarin zij leefden en werkten en wel in:

### Nimfen van de wateren of Hydriaden
De nimfen van de wateren of hydriaden, waartoe ook de oceaniden en de nereïden (beide nimfen van de zee) worden gerekend, zijn in het bijzonder de nimfen van de wateren, die op de aarde worden aangetroffen, de beken en bronnen, die de algemene naam van Naiaden droegen. Ze waren de dochters van de potamiden (de riviergoden). Verschillende types naiaden zijn: Crinaeae, Eleionomae, Limnaden en Pegaeae. Zij zijn de weldadige voedsters van de planten, aan wie zij verschaffen, wat deze nodig hebben om te leven. Door middel van de planten voeden zij ook de kuddes en zodoende ook de mensen. Daarom genoten zij een bijzondere verering en men richtte voor hen altaren op aan de door hen bewoonde bronnen. In verscheidene legenden wordt verhaald, dat kinderen van de goden aan hen werden toevertrouwd voor hun opvoeding (bijvoorbeeld Dionysos). Evenals de zeenimfen hebben zij de gave van de voorspelling en zijn zij vriendinnen van de zang- en de dichtkunst, zoals dit in het bijzonder het geval is met de muzen, die oorspronkelijk niets anders waren dan bronnimfen. Onder de Naiaden zijn de uit een Argivische legende bijzonder bekende Danaïden.
De zeenimfen zijn vaak dochters van belangrijke zeegoden zoals Nereus en Okeanos. Zo zijn de Oceaniden de drieduizend kinderen van Okeanos en Thetys. Ze werden geassocieerd met zout water, alhoewel er overlappingen zijn met de naiaden. Soms worden de naiaden als een groep oceaniden beschouwd. Er zouden in totaal vijftig nereïden bestaan. Deze zeenimfen waren de dochters van de oude zeegod Nereus.

### Oreaden
De oreaden zijn de nimfen van de bergen, maar worden soms ook als de beschermsters van de gehele berg gezien, waartoe ook de Napaeae, de nimfen van de dalen en kloven, worden gerekend. De oreaden waren een zeer verspreid geslacht van nimfen, die ook wel naar verschillende bergstreken aparte namen dragen. Ze waren de dochters van de vijf hekateriden. Zij zijn voornamelijk de gezellinnen van Artemis, met wie zij reidansen opvoeren en zich op de jacht verheugen. De Boeotische nimf Echo was een van de oreaden, die vooral om haar treurig lot bekend is geworden. Er is over haar gedicht en in de beeldende kunst zijn er veel voorstellingen van haar gemaakt.

### Dryaden of Hamadryaden
De dryaden of hamadryaden zijn bosnimfen. Dryaden (in ieder geval de hamadryaden) leven in de bomen en sterven met hen. Daar ze de onsterfelijkheid niet bezitten, kunnen zij slechts in oneigenlijke zin tot de goden worden gerekend. Een dryade straft diegenen die schade aan haar boom aanrichten. Deze nimfen worden vooral ingedeeld op boomsoort.
Alhoewel met de hamadryaden soms ook de gehele groep dryaden wordt aangeduid, wordt over het algemeen aangenomen dat zij de beschermsters van de eik zijn. De meliae zijn de beschermvrouwen van de es, geboren uit het bloed van Ouranos nadat deze gecastreerd was. De bekendste van deze nimfen is Melia. De epimeliaden worden ook wel meliaden genoemd, niet te verwarren met de meliae. Dit zijn de nimfen van de fruitbomen. De alseïden waren de nimfen van kleine groepjes van bomen in het algemeen, net als de auloniaden, die volgens andere bronnen de dalen zouden beschermen. Alseïde is afgeleid van het Griekse woord alsea dat "bosje" betekent. Sommige daphniaden beschermen de laurier, anderen leggen zich toe op andere, zeldzamere boomsoorten.

### Andere nimfen
De anthousa zijn de vrij onbekende nimfen van de bloemen. De aurae zijn de nimfen van de bries, en waarschijnlijk dochters van de vier winden (de Anemoi) Boreas (noordenwind), Notos (zuidenwind), Euros (oostenwind) en Zephyros (westenwind). De lampaden dragen toortsen om het pad van hun meesteres Hekate te verlichten. De oude Grieken geloofden dat deze nimfen ook verantwoordelijk waren voor de visioenen van sterfelijken. De maenaden of bacchanten vergezellen de god Dionysus. Ze dragen lange gewaden en dierenvellen, en voeren wilde dansen uit. Hun voedsel bestaat uit rauw vlees, dat zij met blote handen van hun slachtoffer afscheuren. Sommige maenaden zijn oreaden, anderen naiaden en andere nimfen, maar ook sterfelijke vrouwen kunnen maenaden worden. De limoniaden zijn de nimfen van de bloemen, weiden en velden. De hesperiden bewaken de Boom met de Gouden Appels in het land Hesperia. Wie van deze appels eet, wordt onsterfelijk.

## Verering

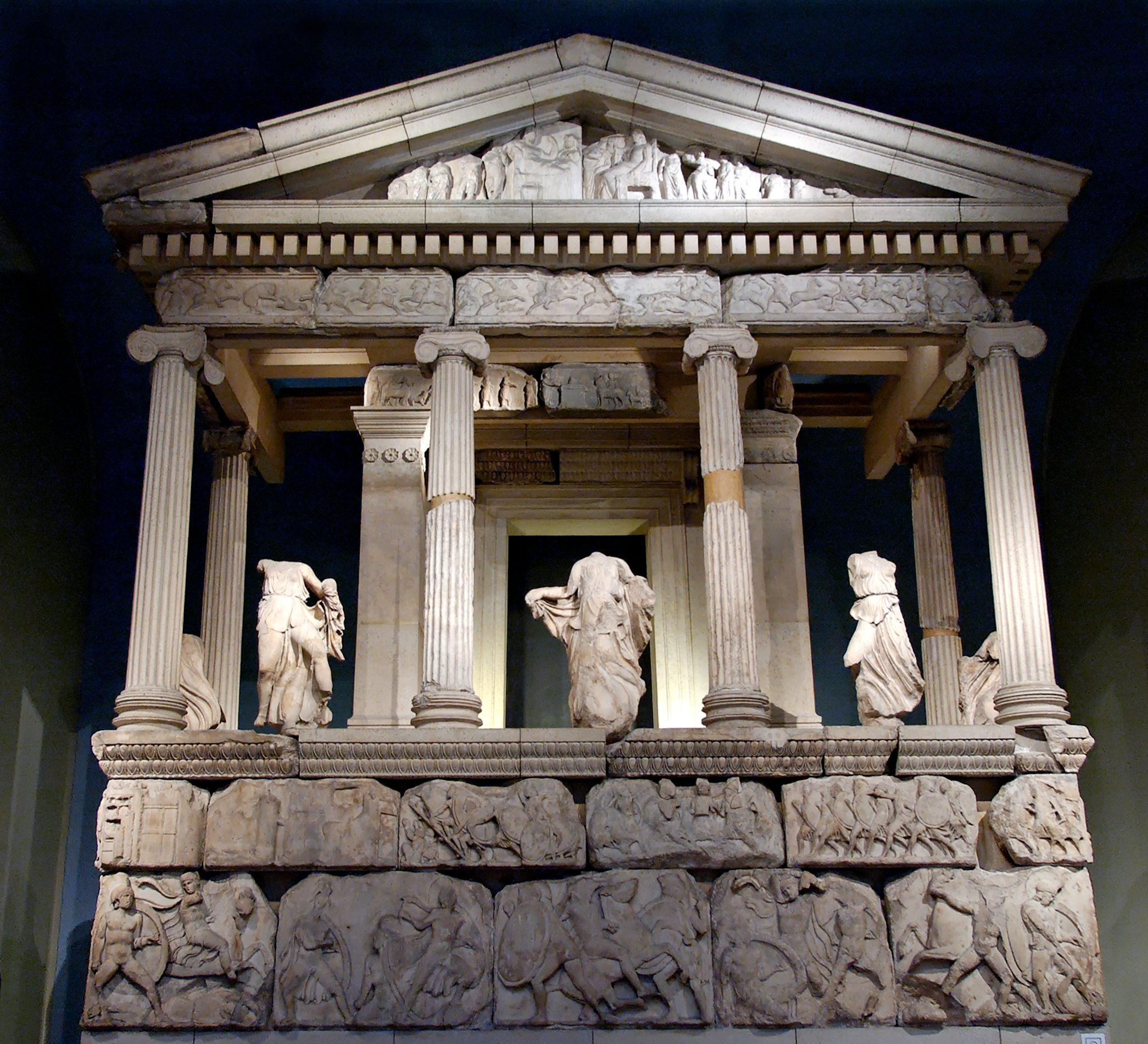
Nereïdenmonument (ca. 390–380 v.Chr., Xanthos in Lycië, nu gedeeltelijk gereconstrueerd en in Londen)

De verering van de Nimfen in Griekenland was van zeer oude datum. Tempels hebben zij nooit gehad, maar men wijdde hun holen en grotten, richtte hun altaren op aan bronnen en bouwde hun in grotere steden zogenoemde nymphaiën, dat zijn rijk versierde fonteinen met zuilengangen. Aan hen werden geiten en lammeren geofferd; voor plengoffers nam men melk en olie, maar nooit wijn.

## In de beeldende kunst
De beeldende kunst stelde de nimfen voor als bevallige meisjes, zeer dikwijls in het gevolg van Dionysos. Gewoonlijk waren zij met bloemen en kransen gesierd. De naiaden werden dikwijls voorgesteld als water scheppende of een mosselschelp voor zich uithoudende ofwel met een ander attribuut, dat op hun betrekking tot het water duidde. Doorgaans worden zij in een licht gewaad voorgesteld. Dikwijls zijn zij geheel naakt.

## Referentie
- T.T. Kroon, art. Nymphen, in T.T. Kroon, Mythologisch Woordenboek, 's Gravenhage, 1875.